# Lord Peter Wimsey
Lord Peter Wimsey es un detective ficticio creado por la escritora británica Dorothy Leigh Sayers. Lord Peter Death Bredon Wimsey DSO (posteriormente 17.º Duque de Denver) es el protagonista de una serie de novelas y relatos detectivescos de Sayers (y su continuación por Jill Paton Walsh). Wimsey, un diletante que resuelve misterios por diversión, es uno de los arquetipos del detective caballero británico. Lord Peter cuenta a menudo con la ayuda de su ayuda de cámara y antiguo ordenanza, Mervyn Bunter, así como la de su buen amigo y luego cuñado, el detective de la policía Charles Parker, y, en algunos libros, la de Harriet Vane, quien se convierte luego en su esposa. 

## Aspecto
Peter Wimsey era un dandi de la alta sociedad, con una gran cultura, se encargaba de resolver los enigmas más enredados de forma amateur, acompañado de su atildado mayordomo Bunter. Nacido en 1890, Sayers lo describe de la siguiente manera:

Lord Peter terminó una sonata de Scarlatti y luego se examinó pensativamente las manos. Sus dedos eran largos y musculosos, de robustas articulaciones y de anchas yemas. Mientras tocaba, sus ojos grises y duros se suavizaron, y su boca grande adquirió, en cambio, una expresión más firme. Nunca tuvo pretensiones de hombre guapo y siempre creyó que le desfiguraba mucho su barbilla estrecha y larga, y la frente alta y huidiza, acentuada por el cabello liso y de color claro. Los periódicos laboristas, suavizando la línea de la barbilla, lo caricaturizaban como un típico aristócrata.
Whose body?

A través de su carrera literaria se presentan otros detalles, como su tez rosada, porte atleta, o su gusto por el cricket.

## Biografía
Lord Peter Wimsey es el segundo hijo del vigesimoquinto Duque de Denver, Mortimer Wimsey, y de Honoria Lucasta Delagardie, a quien visita en muchas novelas.
Lord Peter se educó en el Eton College y en el Balliol College en Oxford, donde también recibió sus primeras clases para convertirse en historiador. Sirvió en el ejército Británico en el período comprendido entre 1914 y 1918, la Primera Guerra Mundial, donde conocería al sargento Mervyn Bunter, que luego sería su mayordomo.
Durante una crisis nerviosa que protagonizó Lord Peter, Bunter lo instó a mudarse al 110A de Picadilly, residencia en la que resolvió todos los casos que se le presentaron.
Como todo detective amateur, contaba con amigos en la policía, como el inspector Charles Parker, de Scotland Yard.
En Strong poison, conoció a Harriet Deborah Vane, de la que se enamora perdidamente. En algunas novelas posteriores reaparecería esta joven.

## Televisión
El personaje apareció en dos series de televisión de la BBC. En la primera, Lord Peter fue interpretado por Ian Carmichael durante tres años (1972-1975), y en la segunda, por Edward Petherbridge en el año 1987.
- Datos: Q1538721